# Suddivisione amministrativa del Regno di Sardegna
In età sabauda, la suddivisione amministrativa del Regno di Sardegna era articolata su diversi livelli amministrativi, la cui organizzazione e denominazione furono soggette a diverse modifiche nel corso del tempo: una particolare influenza sulla riorganizzazione della struttura amministrativa sardo-piemontese ebbe il modello francese adottato in epoca napoleonica, allorquando il Piemonte, il Nizzardo e la Savoia furono inglobati nell'Impero francese.

## Il Piemonte sabaudo
Sin dal XVII secolo, il Piemonte era stato suddiviso in circoscrizioni dette Province. Tale sistema di ripartizione, poi, in conseguenza delle successive annessioni di nuovi territori, venne, gradualmente, esteso ai nuovi dominii acquisiti dalla casa regnante (parte del Milanese, Genovesato, ecc.).
La nuova riforma amministrativa fu introdotta col R. Editto del 6 marzo 1750 per l'istituzione di intendenze, prefetture o province.
Gli stati sabaudi furono così distinti in Stati di Terraferma (Savoia, Piemonte) e Sardegna.
Gli Stati di Terraferma ebbero la seguente ripartizione amministrativa:
- Ducato di Savoia (feudo imperiale con voto alla Dieta del Reichstag) 
1. provincia del Ducato di Savoia (1/3 di St. Rombert de Joux, ½ di Beauvoisir): Chambery; sede del Senato
2. provincia del Ducato di Genevois (1659): Annecy; baliaggio di Ternier (St. Julien), baliaggio di Gaillard (Carouge)
3. provincia del Ducato di Chablais: Thonon
4. provincia della contea di Faucigny: Bonneville (intendenza), alta contea (Sallanches, Chamonix)
5. provincia della contea di Val Moriana (1559): St. Jean de Maurienne
6. provincia della contea di Tarantaise: Moutiers; marchesato di St. Maurice

- Ducato d'Aosta
1. provincia di Aosta (contea della Val di Cogne, contea di Challant, baronia di Chatillon, baronia di Fenis, baronia di Aymaville)

- Principato del Piemonte (feudo imperiale; 1418)
1. provincia di Torino; sede del Senato; borgo di Porta Palazzo, Borgo di Porta Po, Rivoli, Lanzo, Chivasso,  principato di Carignano, Moncalieri
2. provincia del marchesato di  Susa (Ferriere, Novalesa)
3. provincia di Pinerolo e Valli di Lucerna (1696; Bardonecchia, Oulx, Lucerna, Perouse, St. Martin, Cluson), marchesato di Bricherasio, contea di Cavour; Consiglio superiore o Senato
4. provincia del marchesato di Ivrea e contado Canavese, marchesato di Palazzo
5. provincia di Biella (1622), intendenza
6. provincia del marchesato di Saluzzo (1601), Savigliano, Fossano, Cherasco, marchesato di Drònero, marchesato di Scarnafigi, contea di Carmagnola, contea di Castiglione; intendenza
7. provincia di Carrea (Bra, 1601), Sommariva, Cavallermaggiore
8. provincia di Cuneo (Coni), Frabosa
9. provincia di Mondovì, Langa (1698); marchesati di Ceva, di Ormea, di Mombasiglio, di Garessio
10. provincia della contea di Asti (1531), principato della Cisterna, contea di Cocconato, marchesato delle Cortanze, marchesato di Grana; intendenza

- Ducato del Monferrato (1708; feudo imperiale); sede del Senato 
- a) al di qua del Tanaro o Basso o Nuovo Monferrato:

1. provincia di Casale (intendenza), Occimiano, Conzano, Montecalvo, Pontestura, Mombello, Gabiano, Trino, Lucedio, Livorno Ferraris, Caluso, Agliè
2. provincia di Valenza (1703)

- b) oltre il Tanaro o Alto o Vecchio Monferrato:

1. provincia di Acqui; Nizza, Rivalta, Carpeneto, Rocca Grimalda, Molare, Ponzone, Dego, Cairo, Rocca Vignale, Monastero, Cossano, marchesato di Spigno, marchesati di Morsasco, Montaldo, Cremolino, Grognardo, Mombaruzzo, Montebone, Montechiaro, Malvicino, Dernice
2. provincia della contea di Alba; Barbaresco, Isola, Cigliè, marchesato di Ceva, 1531; 12 feudi imperiali
3. provincia della contea di Alessandria  (1724); exclave di Carrosio (1735).

- Langhe lombarde
1. provincia della Val di Sesia: Varallo, Borgo Sesia
2. provincia dell'Alto Novarese e Val d’Ossola: Pallanza (viceintendenza); 9 giurisdizioni
3. provincia del Basso Novarese: Novara
4. provincia della signoria di Vercelli (1738), contea di Arona, marchesato di Andorno
5. provincia della Lumellina: Mortara (1707), città regia
6. provincia di Vigevano (1750)
7. provincia di Voghera e Oltrepo pavese (1743; Siccomario)
8. provincia di Tortona (1743; marchesato di Grondona, Val Curone)
9. provincia di Bobbio (1743; contea di Bobbio, marchesato di Varzi e altri feudi separati)

- Contea di Nizza 
1. provincia della città e contado di Nizza (1688), sede del Senato; Villafranca (porto militare)
2. provincia di Pogetto (Puget)
3. provincia e Principato di Oneglia (1750); marchesato del Borgo Maro, Prelà (1576), Val del Primo, Carpasio, Dolcedo (1613), marchesato di Lucinasco (1590), Pontedassio, S. Lorenzo, Vazia (1576), Chiusanico, Chiusavecchia, dal 1735 anche Montegrosso, Pornassio, Rezzo, Stellanello, Testico.

- Prefetture senza provincia:
- Principato del Piemonte: Chieri, Savigliano, Cherasco, Fossano
- Contea di Nizza: Sospello
- Marchesato del Monferrato: Acqui

## La Sardegna sabauda
Dopo l'annessione del Regno di Sardegna al Piemonte, una riorganizzazione amministrativa del territorio dell'isola fu attuata attraverso il Regio editto del 4 maggio 1807, con il quale la Sardegna venne suddivisa in quindici Prefetture: Sassari, Alghero, Tempio, Ozieri, Bono, Nuoro, Bosa, Laconi, Oristano, Tortolì, Sorgono, Mandas, Villacidro, Iglesias e Cagliari. A capo di ciascuna di esse vi era un prefetto che aveva competenze, oltre che amministrative, anche giurisdizionali.

## Il Primo Impero francese
A partire dal 1792, durante la Prima Repubblica francese e, poi, durante l'impero di Napoleone I, quando la Francia, in guerra contro tutti gli stati europei estese progressivamente il proprio territorio, le regioni annesse furono organizzate in dipartimenti ricalcanti il modello francese. Con l'avanzata napoleonica sul territorio italiano, furono creati diversi dipartimenti in cui furono ripartiti gli Stati Sardi:
- Dipartimento del Po (capoluogo Torino);
- Dipartimento della Dora (capoluogo Ivrea);
- Dipartimento della Stura (capoluogo Cuneo);
- Dipartimento di Marengo (capoluogo Alessandria);
- Dipartimento del Sesia (capoluogo Vercelli);
- Dipartimento dell'Agogna ceduto al Regno d'Italia napoleonico;
- Dipartimento del Tanaro (capoluogo Asti)[1];
- Dipartimento delle Alpi Marittime (capoluogo Nizza);
- Dipartimento del Monte Bianco (capoluogo Chambéry);
- Dipartimento del Lemano (capoluogo Ginevra)[2].

Il modello francese era articolato su quattro livelli amministrativi: il Dipartimento, l'Arrondissement, il Cantone ed il Comune.

## Divisioni del Regno di Sardegna

### La Restaurazione
Con la Restaurazione, il Regno di Sardegna ebbe nella "Divisione" la sua massima compartimentazione amministrativa.
La provvisoria sistemazione territoriale del Regno fu realizzata con l'editto di Vittorio Emanuele I del 7 ottobre 1814, poi rivisto con l'editto del 27 ottobre 1815 susseguente all'incorporazione della Liguria, mentre la riorganizzazione amministrativa definitiva fu sancita il 10 novembre 1818, quando venne stabilmente adottato un modello di compartimentazione basato su quello dell'Impero napoleonico e organizzato, sempre, su quattro livelli amministrativi: la Divisione corrispondente al Dipartimento francese e amministrata da un Governatore, la Provincia corrispondente all'Arrondissement, il Mandamento corrispondente al Cantone, ed il Comune.

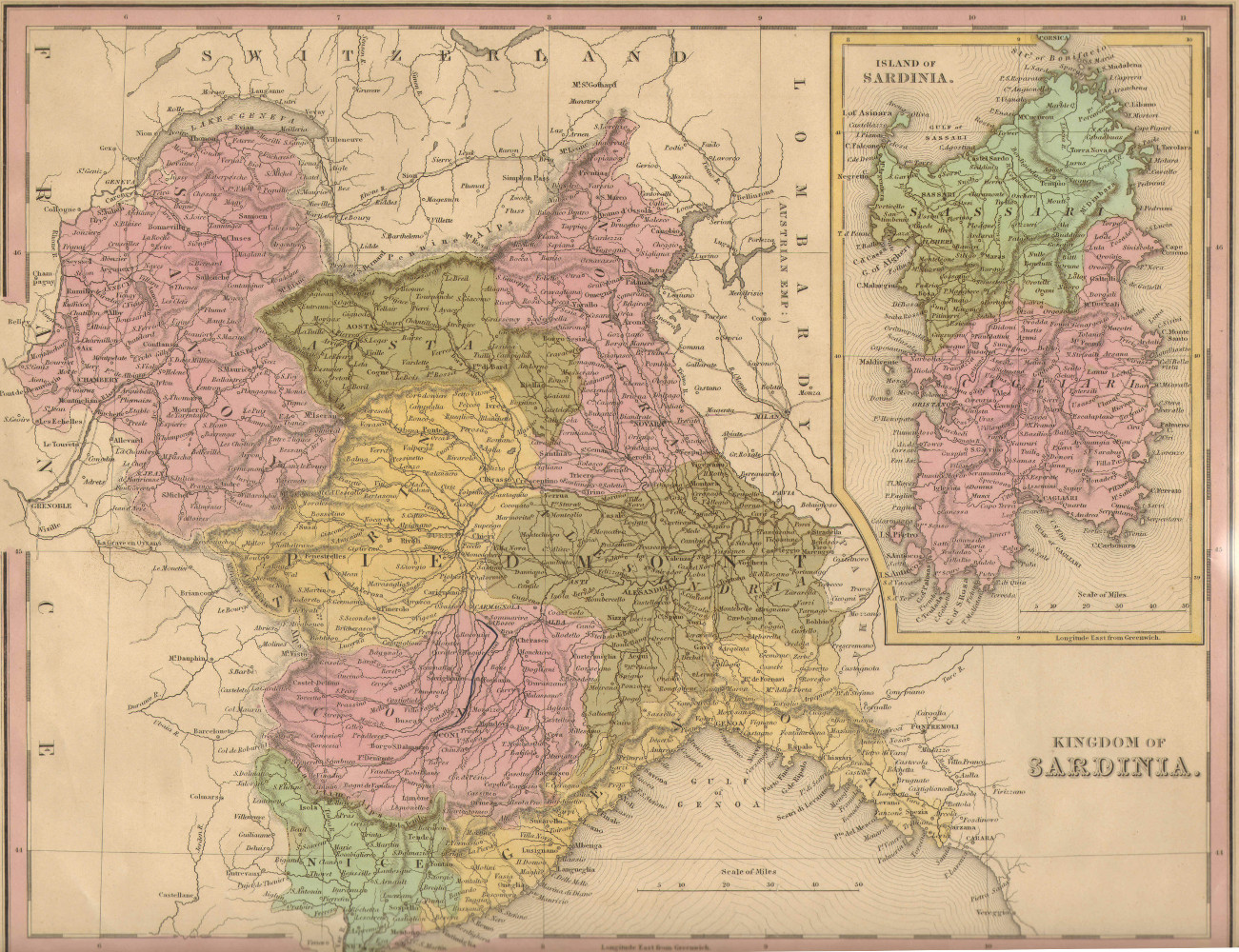
Il Regno di Sardegna e le sue dieci Divisioni.

Anche il frazionamento territoriale napoleonico fu in larga misura mantenuto:
- il Dipartimento del Po divenne la Divisione di Torino
- il Dipartimento della Dora divenne la Divisione di Aosta
- il Dipartimento della Stura divenne la Divisione di Cuneo
- il Dipartimento di Marengo divenne la Divisione di Alessandria
- il Dipartimento del Sesia ed il recuperato Dipartimento dell'Agogna formarono la Divisione di Novara
- il Dipartimento delle Alpi Marittime divenne la Divisione di Nizza
- il Dipartimento del Monte Bianco e la parte sabauda del Dipartimento del Lemano divennero la Divisione di Savoia

La Liguria, invece, andò a costituire la Divisione di Genova, mentre la Sardegna fu suddivisa in due aree, a sud, la Divisione di Cagliari e, a nord, la Divisione di Sassari. Ciascuna divisione, si è detto, era, poi, strutturata in livelli amministrativi minori.
La Divisione di Savoia era formata da otto province:
- Provincia di Savoia propria (capoluogo Chambéry)
- Provincia d'Alta Savoia (capoluogo L'Hôpital)
- Provincia di Carouge (capoluogo San Giuliano)
- Provincia del Chiablese (capoluogo Thonon)
- Provincia di Faucigny (capoluogo Bonneville)
- Provincia del Genevese (capoluogo Annecy)
- Provincia di Moriana (capoluogo San Giovanni in Moriana)
- Provincia di Tarantasia (capoluogo Moûtiers)

La Divisione di Aosta constava di una sola provincia:
- Provincia di Aosta

La Divisione di Torino fu organizzata su cinque province:
- Provincia di Torino
- Provincia di Biella
- Provincia di Ivrea
- Provincia di Pinerolo
- Provincia di Susa

La Divisione di Cuneo si componeva di quattro province:
- Provincia di Cuneo
- Provincia di Alba
- Provincia di Mondovì
- Provincia di Saluzzo

La Divisione di Alessandria era composta da sei province:
- Provincia di Alessandria
- Provincia di Acqui
- Provincia di Asti
- Provincia di Casale
- Provincia di Tortona
- Provincia di Voghera

La Divisione di Novara era composta da sei province:
- Provincia di Novara
- Provincia di Lomellina (capoluogo Mortara)
- Provincia di Ossola (capoluogo Domo d'Ossola)
- Provincia di Pallanza
- Provincia di Valsesia (capoluogo Varallo)
- Provincia di Vercelli

La Divisione di Nizza nacque a seguito alla riorganizzazione che fuse la Contea di Nizza con i territori di Sanremo e Oneglia, scorporati dalla Liguria; era composta da tre province:
- Provincia di Nizza
- Provincia di Sanremo
- Provincia di Oneglia

La Divisione di Genova, erede, come Ducato di Genova, della vecchia Repubblica di Genova, con la riorganizzazione amministrativa, cedette Sanremo e Oneglia alla divisione di Nizza; era suddivisa in sette province:
- Provincia di Genova
- Provincia di Albenga
- Provincia di Bobbio
- Provincia di Chiavari
- Provincia di Levante (capoluogo La Spezia)
- Provincia di Novi
- Provincia di Savona

La Divisione di Sassari si componeva di cinque province:
- Provincia di Sassari
- Provincia di Alghero
- Provincia di Cuglieri
- Provincia di Ozieri
- Provincia di Tempio[4]

La Divisione di Cagliari era formata da sei province:
- Provincia di Cagliari
- Provincia di Iglesias
- Provincia di Isili
- Provincia di Lanusei
- Provincia di Nuoro
- Provincia di Busachi[5]

### Fusione perfetta
Il frazionamento territoriale fu riformato dagli editti di Carlo Alberto del 27 novembre 1847 e del 7 ottobre 1848, che si inserirono in due fondamentali eventi storici: la Fusione perfetta del 1847, che abolì amministrativamente i vecchi Stati del regno, riorganizzando il Paese in uno Stato unitario, e la concessione dello Statuto albertino, che comportò una limitata rappresentanza oligarchica. Il nuovo ordinamento, con il citato Regio editto per l'Amministrazione dei Comuni e delle Provincie del 27 novembre 1847, espanse il sistema amministrativo piemontese a tutto il territorio sabaudo, concesse la personalità giuridica ai due enti superiori ed istituì consigli elettivi divisionali e provinciali.
Le dieci circoscrizioni esistenti venivano riorganizzate in undici divisioni: la divisione aostana, infatti, veniva abrogata ed unita a quella torinese, anche la divisione della Savoia veniva soppressa ed il suo territorio suddiviso in due nuove divisioni, infine, veniva istituita in Sardegna una terza divisione. Dal 1848, il Regno risultò, dunque, composto da:
- la Divisione di Annecy
- la Divisione di Chambéry
- la Divisione di Torino
- la Divisione di Novara
- la Divisione di Alessandria
- la Divisione di Cuneo
- la Divisione di Nizza
- la Divisione di Genova
- la Divisione di Sassari
- la Divisione di Nuoro
- la Divisione di Cagliari.

#### Divisione di Torino
Nel 1848, la Divisione di Torino assorbì il territorio della soppressa Divisione di Aosta e fu riorganizzata su sei province:
- Provincia di Torino, divisa nei seguenti mandamenti: Barbania, Brusasco, Carignano, Carmagnola, Casalborgone, Caselle, Ceres, Chieri, Chivasso, Cirié, Corio, Fiano, Gassino Torinese, Lanzo, Moncalieri, Montanaro, Orbassano, Pianezza, Poirino, Riva, Rivara, Rivarolo, Rivoli, San Benigno, Sciolze, Stupinigi, Torino, Venaria Reale, Viù, Volpiano.
- Provincia di Aosta, divisa nei seguenti mandamenti: Aosta, Châtillon, Donnas, Gignod, Morgex, Quart, Verrès.
- Provincia di Biella, divisa nei seguenti mandamenti: Andorno, Biella, Bioglio, Candelo, Cavaglià, Cossato, Graglia, Masserano, Mongrando, Mosso Santa Maria, Salussola.
- Provincia di Ivrea, divisa nei seguenti mandamenti: Agliè, Azeglio, Borgomasino, Caluso, Castellamonte, Cuorgnè, Ivrea, Lessolo, Locana, Pavone, Pont, San Giorgio, Settimo Vittone, Strambino, Vico, Vistrorio.
- Provincia di Pinerolo, divisa nei seguenti mandamenti: Bricherasio, Buriasco, Cavour, Cumiana, Fenestrelle, Luserna, None, Pancalieri, Perosa, Perrero, Pinerolo, San Secondo, Torre Pellice, Vigone, Villafranca.
- Provincia di Susa, divisa nei seguenti mandamenti: Almese, Avigliana, Bussoleno, Cesana, Condove, Giaveno, Oulx, Susa.

#### Divisione di Alessandria
La Divisione di Alessandria era composta da sei province:
- Provincia di Alessandria, divisa nei seguenti mandamenti: Alessandria, Bassignana, Bosco Marengo, Cassine, Castellazzo Bormida, Felizzano, Oviglio, San Salvatore, Sezzadio, Valenza.
- Provincia di Acqui, divisa nei seguenti mandamenti: Acqui, Bistagno, Bubbio, Carpeneto, Dego, Incisa, Molare, Mombaruzzo, Nizza Monferrato, Ovada, Ponzone, Rivalta, Roccaverano, Spigno.
- Provincia di Asti, divisa nei seguenti mandamenti: Asti, Baldichieri, Canelli, Castelnuovo, Cocconato, Costigliole, Mombercelli, Montafia, Montechiaro, Portacomaro, Rocca d'Arazzo, San Damiano, Villanova.
- Provincia di Casale, divisa nei seguenti mandamenti: Balzola, Casale, Gabiano, Mombello, Moncalvo, Montemagno, Montiglio, Occimiano, Ottiglio, Pontestura, Rosignano, Ticineto, Tonco, Vignale, Villadeati.
- Provincia di Tortona, divisa nei seguenti mandamenti: Castelnuovo Scrivia, Garbagna, Isola Sant'Antonio, Sale, San Sebastiano, Tortona, Viguzzolo, Villalvernia, Volpedo.
- Provincia di Voghera, divisa nei seguenti mandamenti: Barbianello, Broni, Casatisma, Casei, Casteggio, Godiasco, Montalto, Montù Beccaria, Santa Giuletta, Soriasco, Stradella, Voghera.

#### Divisione di Cuneo
La Divisione di Cuneo si componeva di quattro province:
- Provincia di Cuneo, divisa nei seguenti mandamenti: Borgo San Dalmazzo, Boves, Busca, Caraglio, Centallo, Chiusa, Cuneo, Demonte, Dronero, Fossano, Limone, Peveragno, Prazzo, Roccavione, San Damiano, Valdieri, Valgrana, Villafalletto, Vinadio.
- Provincia di Alba, divisa nei seguenti mandamenti: Alba, Bossolasco, Bra, Canale, Cornegliano, Cortemilia, Diano, Govone, La Morra, Monforte, Santo Stefano, Sommariva.
- Provincia di Mondovì, divisa nei seguenti mandamenti: Bagnasco, Bene Vagienna, Carrù, Ceva, Cherasco, Dogliani, Frabosa Soprana, Garessio, Mondovì, Monesiglio, Morozzo, Murazzano, Ormea, Pamparato, Priero, Trinità, Vicoforte, Villanova.
- Provincia di Saluzzo, divisa nei seguenti mandamenti: Barge, Cavallermaggiore, Costigliole, Moretta, Paesana, Racconigi, Revello, Saluzzo, Sampeyre, Sanfront, Savigliano, Venasca, Verzuolo, Villanova Solaro.

#### Divisione di Genova
La Divisione di Genova era organizzata in sette province:
- Provincia di Genova, divisa nei seguenti mandamenti: Campofreddo, Genova, Nervi, Recco, Rivarolo, Ronco, San Martino d'Albaro, San Quirico, Savignone, Sestri, Staglieno, Torriglia, Voltri.
- Provincia di Albenga, divisa nei seguenti mandamenti: Alassio, Albenga, Andora, Calizzano, Finale Borgo, Loano, Pietra.
- Provincia di Bobbio, divisa nei seguenti mandamenti: Bobbio, Ottone, Varzi, Zavattarello.
- Provincia di Chiavari, divisa nei seguenti mandamenti: Borzonasca, Chiavari, Cicagna, Lavagna, Rapallo, Santo Stefano d'Aveto, Sestri, Varese Ligure.
- Provincia di Levante, divisa nei seguenti mandamenti: Godano, La Spezia, Lerici, Levanto, Sarzana, Vezzano.
- Provincia di Novi, divisa nei seguenti mandamenti: Capriata d'Orba, Castelletto d'Orba, Gavi, Novi, Rocchetta Ligure, Serravalle.
- Provincia di Savona, divisa nei seguenti mandamenti: Cairo, Millesimo, Noli, Sassello, Savona, Varazze.

#### Divisione di Nizza
La Divisione di Nizza era formata da tre province:
- Provincia di Nizza, divisa nei seguenti mandamenti: Contes, Guillaumes, Levenzo, Nizza, Poggetto Tenieri, Roccasterone, San Martino Lantosca, Santo Stefano, Scarena, Sospello, Tenda, Utelle, Villafranca Marittima, Villar sul Varo.
- Provincia di Sanremo, divisa nei seguenti mandamenti: Bordighera, Ceriana, Dolceacqua, Sanremo, Santo Stefano, Taggia, Triora, Ventimiglia.
- Provincia di Oneglia, divisa nei seguenti mandamenti: Borgomaro, Diano Castello, Oneglia, Pieve di Teco, Porto Maurizio, Prelà.

#### Divisione di Novara
La Divisione di Novara era composta da sei province:
- Provincia di Novara, divisa nei seguenti mandamenti: Arona, Biandrate, Borgo Ticino, Borgo Vercelli, Borgomanero, Carpignano, Galliate, Gozzano, Momo, Novara, Oleggio, Orta, Romagnano, Trecate, Vespolate.
- Provincia di Lomellina, con capoluogo Mortara, divisa nei seguenti mandamenti: Candia, Gambolò, Garlasco, Gravellona, Mede, Mortara, Pieve del Cairo, Robbio, San Giorgio, Sannazzaro de' Burgondi, Sartirana, Vigevano.
- Provincia di Ossola, con capoluogo Domodossola, divisa nei seguenti mandamenti: Bannio, Crodo, Domodossola, Santa Maria Maggiore.
- Provincia di Pallanza, divisa nei seguenti mandamenti: Cannobio, Intra, Omegna, Ornavasso, Pallanza.
- Provincia di Valsesia, con capoluogo Varallo, divisa nei seguenti mandamenti: Borgosesia, Scopa, Varallo.
- Provincia di Vercelli, divisa nei seguenti mandamenti: Arborio, Cigliano, Crescentino, Desana, Gattinara, Livorno, San Germano, Santhià, Stroppiana, Trino.

#### Divisione di Annecy
La Divisione di Annecy si componeva di tre province:
- Provincia del Chiablese, con capoluogo Thonon, divisa nei seguenti mandamenti: Abondance, Douvaine, Evian, Le Biot, Thonon.
- Provincia di Faucigny, con capoluogo Bonneville, divisa nei seguenti mandamenti: Bonneville, Cluses, La Roche, San Gervasio, Saint-Jeoire, Sallanches, Samoëns, Taninges.
- Provincia del Genevese, con capoluogo Saint-Jiulien e alla quale era stata accorpata anche la soppressa Provincia di Carouge, divisa nei seguenti mandamenti: Albens, Faverges, Reignier, Rumilly, San Giuliano, Thônes, Thorens Sales.

#### Divisione di Chambéry
La Divisione di Chambéry era formata da quattro province:
- Provincia di Savoia propria, con capoluogo Chambéry, divisa nei seguenti mandamenti: Aix-les-Bains, Chambéry, Chamoux, La Rochette, Le Châtelard, Les Échelles, Montmélian, La Motte-Servolex, Ruffieux, Saint-Genix, Saint-Pierre-d'Albigny.
- Provincia d'Alta Savoia, con capoluogo Albertville[7], divisa nei seguenti mandamenti: Albertville, Beaufort, Grésy, Ugine.
- Provincia di Moriana, con capoluogo Saint-Jean-de-Maurienne, divisa nei seguenti mandamenti: Aiguebelle, La Chambre, San Giovanni in Moriana, San Michele, Modane, Lanslebourg.
- Provincia di Tarantasia, con capoluogo Moutiers, divisa nei seguenti mandamenti: Aime, Borgo San Maurizio, Moûtiers.

#### Divisione di Sassari
La Divisione di Sassari si componeva di quattro province:
- Provincia di Sassari (1.833 km²)
- Provincia di Alghero (1.112 km²), divisa nei seguenti mandamenti: Alghero, Bonorva, Pozzomaggiore, Thiesi, Villanova Monteleone.
- Provincia di Ozieri (1.817 km²), divisa nei seguenti mandamenti: Ozieri, Benetutti, Bono, Mores, Oschiri, Pattada.
- Provincia di Tempio (2.136 km²), divisa nei seguenti mandamenti: Tempio Pausania, Aggius, Calangianus, La Maddalena, Terranova Pausania.

#### Divisione di Nuoro
La Divisione di Nuoro fu istituita ex novo con la Legge n. 807 del 12 agosto 1848, a seguito della "fusione perfetta" della Sardegna al Piemonte, ed era composta da tre province:
- Provincia di Nuoro (3.466 km²), divisa nei seguenti mandamenti: Nuoro, Bitti, Bolotana, Dorgali, Fonni, Orani, Siniscola
- Provincia di Cuglieri (1.081 km²)
- Provincia di Lanusei (2.270 km²)

#### Divisione di Cagliari
La Divisione di Cagliari era formata da quattro province:
- Provincia di Cagliari (3.389 km²)
- Provincia di Iglesias (2.188 km²)
- Provincia di Isili (1.975 km²)
- Provincia di Oristano[8] (2.535 km²)

## Province sabaude del 1859
Nel 1859, nel corso della seconda guerra di indipendenza, fu emanato il Decreto Rattazzi, che riorganizzò la struttura amministrativa dello stato sabaudo e ridenominò le vecchie circoscrizioni secondo una terminologia, che, poi, sarà estesa al futuro Regno d'Italia. Nello specifico, venivano mantenuti i quattro livelli amministrativi, ma veniva in parte modificata la loro denominazione. Quindi, la Divisione divenne Provincia la vecchia Provincia divenne Circondario, mentre restarono invariati il Mandamento ed il Comune. La compartimentazione territoriale albertina fu in gran parte mantenuta da re Vittorio Emanuele II, salvo la soppressione della circoscrizione nuorese, i cui comuni, con il Decreto Rattazzi, furono redistribuiti fra i due residui capoluoghi sardi. In base alla riforma, dunque, le nuove Province erano dieci:
- Provincia di Nizza
- Provincia di Alessandria
- Provincia di Torino
- Provincia di Cuneo
- Provincia di Novara
- Provincia di Genova
- Provincia di Ciamberì
- Provincia di Annecy
- Provincia di Sassari
- Provincia di Cagliari

La Provincia di Nizza si compose di tutte le vecchie province, ormai denominate circondari, appartenute alla Divisione di Nizza. Dopo la cessione alla Francia di gran parte del territorio nizzardo, ovvero del circondario di Nizza (eccettuate Briga e Tenda), ciò che restava della provincia (i circondari di Porto Maurizio e Sanremo) andò a formare la provincia di Porto Maurizio.
La Provincia di Alessandria ricomprese, come circondari, tutte le vecchie province della Divisione di Alessandria, perdendo il solo circondario di Voghera (passato alla provincia di Pavia, in seguito all'annessione della Lombardia), ma con l'aggiunta del circondario di Novi.
Nella Provincia di Torino entrarono a far parte, come circondari, tutte le vecchie province della Divisione di Torino, fatta eccezione per il circondario di Biella, aggregato alla nuova provincia di Novara.
Alla Provincia di Cuneo furono trasferite, come circondari, tutte le vecchie province della Divisione di Cuneo. Nel 1860, inoltre, a tale provincia (e, nello specifico, al circondario di Cuneo) furono aggregate Briga e Tenda, scorporate dal circondario di Nizza, ceduto alla Francia.
La Provincia di Novara si compose di tutti i circondari che, come vecchie province, erano stati parte della Divisione di Novara, con l'aggiunta del circondario di Biella e con l'esclusione del circondario della Lomellina, che fu aggregato alla provincia di Pavia.
Nella Provincia di Genova confluirono, come circondari, tutte le vecchie province della Divisione di Genova, tranne i circondari di Novi (passato alla provincia di Alessandria) e Bobbio (aggregato alla provincia di Pavia).
La Provincia di Chambéry, con il trattato di Torino, fu ceduta alla Francia, formando, così, il Dipartimento della Savoia.
La Provincia di Annecy, con il trattato di Torino, fu ceduta alla Francia, formando, così, il Dipartimento dell'Alta Savoia.
La Provincia di Sassari si compose di tutti i circondari che, come vecchie province, erano stati parte della Divisione di Sassari ed acquisì anche la provincia di Nuoro della soppressa Divisione di Nuoro.
Nella Provincia di Cagliari entrarono a far parte i territori di tutte le vecchie province della Divisione di Cagliari ed i territori delle vecchie province di Cuglieri e di Lanusei già appartenuti alla soppressa Divisione di Nuoro; ne seguì una riorganizzazione della nuova provincia cagliaritana, che comportò la formazione dei quattro circondari di Cagliari (vecchia provincia di Cagliari), Iglesias (vecchia provincia di Iglesias), Lanusei (vecchia provincia di Isili e vecchia provincia di Lanusei) e Oristano (vecchia provincia di Oristano e vecchia provincia di Cuglieri).